# Норден 02
«Норден 02» (фр. Norden 02) — люксембурзький футбольний клуб із комуни Вайсвампах, на півночі Люксембургу.

## Історія
Клуб було створено в 2002 році шляхом злиття ФК «Ле Монтагнардс Вайсвампа» та ФК «Бло-Гель-Упперданж». Починаючи з сезону 2011/12 років клуб виступає в Дивізіоні Пошани, другому за силою чемпіонаті Люксембургу з футболу.